# Gianni Nazzaro
Gianni Nazzaro  (Nápoles, 27 de octubre de 1948-Roma, 27 de julio de 2021) fue un cantante y actor italiano.

## Biografía
Hizo su debut artístico en 1965, bajo el seudónimo de "Buddy", imitando exitosamente las voces de artistas como Bobby Bare, Joe Cocker y Gianni Morandi. En 1967 participó en el Festival de Nápoles con la canción «Sulo ppe mme e ppe te», pero no accedió a la final. En 1968 se consolidó como cantante al participar de la edición de ese año de Un disco per l'estate (Un disco para el verano), que era un espectáculo radial y televisivo para promocionar el mercado discográfico en ese período del año. En dicho evento participó con la canción «Solo noi».
En 1970 ganó el Festival de Nápoles con su canción «Me ammore chiamme», al tiempo que su tema «Quanto è bella lei» fue el más destacado del álbum Un disco per l'estate 1972. En 1974 repitió el éxito en otro compilado, esta vez con su canción «Questo sì che è amore». La mayoría de sus éxitos fueron editados en la década de 1970. Entre estos se encontraron «L'amore è una colomba» (1970), «Bianchi cristalli sereni» (1971), «Non voglio innamorarmi mai» (1972), «A modo mio» (1974, escrita por Claudio Baglioni y Antonio Coggio). Todas estas canciones fueron presentadas en las distintas ediciones del Festival de la Canción de San Remo.
Otra de sus participaciones destacadas en el Festival de San Remo fue la que brindó en 1983 presentando su canción «Mi sono innamorato di mia moglie» escrita por Daniel Pace. En 1987 intentó una vez más participar en el Festival de San Remo con la canción «Perdere l'amore», pero no entró dentro de la selección. Irónicamente, el cantante Massimo Ranieri participó con esta misma canción al año siguiente ganando el evento. A raíz de este hecho, Nazzaro expresó su disconformidad con la organización del Festival en numerosas apariciones televisivas.
Participó en el Festival de San Remo de 1994, integrando el grupo Squadra Italia formado para la ocasión. En dicho evento interpreta la canción «Una vecchia canzone italiana». En 1998 interpretó el papel de padre de Sara De Vito (Serena Autieri) en la telenovela Un posto al sole. En años posteriores participó de otras telenovelas, como Incantesimo (2007) y Un posto al sole d'estate (2009). En esta última integró el elenco principal.
El 27 de octubre de 2010 participó como invitado en I soliti ignoti del canal Rai Uno. Ese mismo año participó como invitado en algunos episodios de MilleVoci. Al año siguiente obtuvo la conducción de dicho programa, en el cual cantó sus canciones. El 1 de octubre de 2011 condujo la final de Cantafestivalgiro new generation, el programa de televisión realizado por Seraphin Music Production de Roberto y Mario Serafino. A partir del 16 de noviembre de 2011, actuó en la comedia musical Noi che, gli anni migliori de Carlo Conti en el Teatro Salone Margherita de Roma.

## Discografía parcial

### 33 RPM
- Gianni Nazzaro (Compagnia Generale del Disco, FGL 5088. 1971)
- Gianni Nazzaro (Fans, GPX 7. 1972)
- C'è un momento del giorno (in cui penso a te) (Compagnia Generale del Disco, 65412. 1973)
- Questo sì che è amore (Compagnia Generale del Disco, 69080. 1974)
- C'era una volta il night (Compagnia Generale del Disco, 69157. 1975)
- Le due facce di Gianni Nazzaro (Compagnia Generale del Disco, 81990. 1976)

### 45 RPM
- I tuoi occhi verdi / I ragazzi dello shake  (KappaO, ES 20060. Publicado como "Buddy". 1965)
- Vita mia / Lei (KappaO, ES 20071. Publicado como "Buddy". 1966)
- Operazione sole / Se tu vuoi (KappaO, ES 20087. Publicado como "Buddy". 1966)
- Solo più che mai / C'era un ragazzo che come me amava i Beatles e i Rolling Stones  (KappaO, ES 20098. Publicado como "Buddy". 1966)
- Pietre / E allora dai (KappaO, ES 20103. Publicado como "Buddy". 1967)
- Senza luce / Estate senza te  (KappaO, ES 20129. Publicado como "Buddy". 1967)
- Ma perché ami il gatto / Un'ora sola ti vorrei (KappaO, ES 20140. Publicado como "Buddy". 1968)
- Il re d'Inghilterra / La tramontana  (KappaO, ES 20141. Publicado como "Buddy". 1968)
- La vita / Il posto mio (KappaO, ES 20150. Publicado como "Buddy". 1968)
- La vita / Casa bianca (KappaO, ES 20151. Publicado como "Buddy". 1968)
- Vengo anch'io.No, tu no / Affida una lacrima la vento (KappaO, ES 20161. Publicado como "Buddy". 1968)
- Bonnie e Clyde / Angeli negri (KappaO, ES 20162. Publicado como "Buddy". 1968)
- Sulo pe mme e pe tte / Triste autunno (KappaO, CA 10051. Publicado como "Buddy". 1968)
- Solo noi / Una donna come te (Fans, G22. 1968)
- In fondo ai sogni miei / Non lo dici mai (Fans, G25. 1968)
- Incontri d'estate / Me la portano via (Fans, G40. 1969)
- L'amore è una colomba / Castelli in aria  (Compagnia Generale del Disco, N 9767. 1970)
- Maria, Maria / Un solo desiderio (Compagnia Generale del Disco, N 9793. 1970)
- Me chiamme ammore / Torna a Surriento (Compagnia Generale del Disco, N 9804. 1970)
- In fondo all'anima / Pioverà (Compagnia Generale del Disco, N 9815. 1970)
- Bianchi cristalli sereni / Sei dolce come l'aria  (Compagnia Generale del Disco, 108. 1971)
- Far l'amore con te / Miracolo d'amore (Compagnia Generale del Disco, 128. 1971)
- Non voglio innamorarmi mai / Io penso all'amore (Compagnia Generale del Disco, 7845. 1972)
- Quanto è bella lei / Dopo l'amore (Compagnia Generale del Disco, 8016. 1972)
- La nostra canzone / Fuoco e pioggia (Compagnia Generale del Disco, 8376. 1972)
- Vino amaro / L'ultima notte d'amore (Compagnia Generale del Disco, 1106. 1972)
- Il primo sogno proibito / Ma che sera stasera (Compagnia Generale del Disco, 1434. 1973)
- Ultimo tango a Parigi / Ti penserò mi penserai (Compagnia Generale del Disco, 1435. 1973)
- A modo mio / Un'altra America (Compagnia Generale del Disco, 2228. 1974)
- Questo sì che è amore / L'amore di un momento (Compagnia Generale del Disco, 2340. 1974)
- Piccola mia piccola / Signora addio (Compagnia Generale del Disco, 2906. 1974)
- Manuela / Si chiamava Alessandra (Compagnia Generale del Disco, 3329. 1975)
- Me ne vado / Dance ballerina dance (Compagnia Generale del Disco, 4619. 1976)
- La notte va / Gwendaline (Compagnia Generale del Disco, 4981. 1976)
- Mi sta scoppiando il cuore / Seta trasparente (CBS, 5731. 1977)
- Uomo di strada / Il mio regalo  (F1 Team, p 544. 1980)
- Sì / Allora stop (Dischi Ricordi, SRL 10943. 1981)
- Mi sono innamorato di mia moglie / Se non piove ci potremo amare  (CBS, 3091 A. 1983)
- Noi due soli / Se ti perdo (Ros Record, 73. Con Catalina Frank. 1985)

## Filmografía parcial
- Ma che musica maestro! (dirigida por Mariano Laurenti. 1971)
- Venga a fare il soldato da noi (dirigida por Ettore Maria Fizzarotti. 1971)
- Impotenti esistenziali (dirigida por Giuseppe Cirillo. 2009)